# جمالپور (بنگلادش)
جمالپور (به لاتین: Jamalpur) یک منطقهٔ مسکونی در بنگلادش است که در ناحیه جمال‌پور واقع شده‌است.
 جمالپور ۵۵٫۲ کیلومتر مربع مساحت و ۱۵۰,۱۷۲ نفر جمعیت دارد.